# 週刊いとうタイムズ
『週刊いとうタイムズ』（しゅうかんいとうタイムズ）は、いとう耐による日本の漫画作品。『週刊コミックバンチ』（新潮社）にて2005年8号から2010年39号（休刊号）まで連載された。
作者が、時事問題を2ページで取り上げる。ワイドショーとノリは変わらず、大衆受けの良さそうな話題で政局や話題の事件を好き勝手に叩くことが多い。